# Maladera philippinensis
Maladera philippinensis är en skalbaggsart som beskrevs av Blanchard 1850. Maladera philippinensis ingår i släktet Maladera och familjen Melolonthidae. Inga underarter finns listade i Catalogue of Life.